# 哈利·波特的创作灵感来源及相似作品
英國作家J·K·罗琳在她的畅销书《哈利·波特》系列中列举了数位激发她创作灵感的作者。许多作家、记者及评论家还发现了与此书有相同之处的其他文学作品，这些作品来源于多个文学体裁，既有古典作品，亦有现代作品，而罗琳尚未把这些作品列入对其创作产生影响的作品行列之中。

## 公开承认过的创作灵感来源

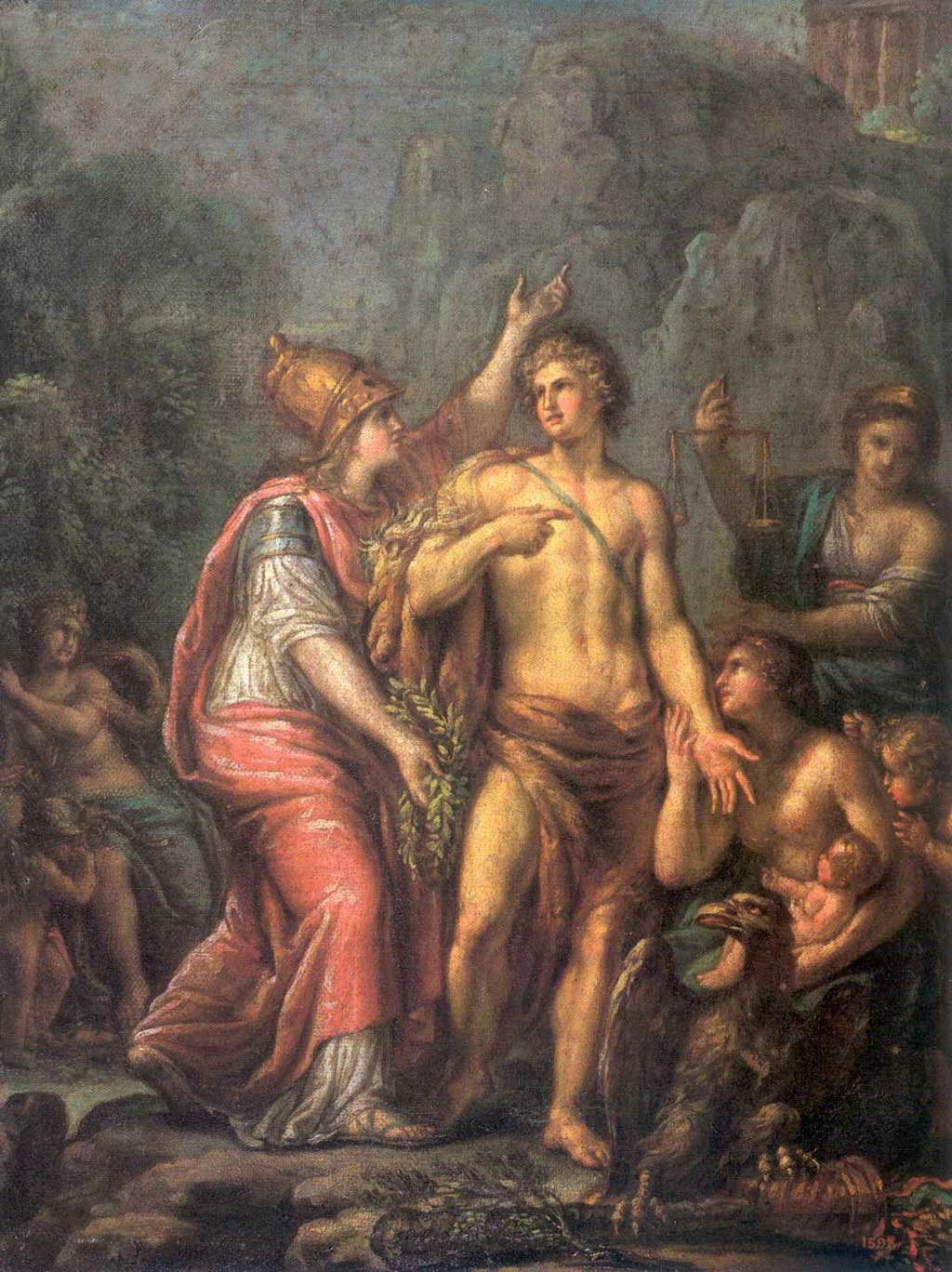
伊凡·阿基莫夫（Ivan Akimov）作品——十字路口的赫拉克勒斯。古希腊罗马神话对《哈利·波特》的创作产生了很大的影响

罗琳从未公开说过哪一名作家是她的创作灵感来源，她原话是：“我不知道我的灵感是从哪儿来的，也不知道我的想象力会往哪边飘。我感谢自己能够拥有如此丰富的想象力，这让我得到了比别人多很多的快乐。” 但她的确列举过自己喜欢的几位作家，并称他们可能激发了她创作《哈利·波特》的灵感。这些作品列举在下方，以出版时间为序。

### 英国民间传说和神话故事
罗琳说过：“我在作品中曾大量借鉴民间传说和神话故事，但我觉得这没什么大不了的，因为英国的民间传说和神话故事本身就是借鉴而来的。我们遭到外敌的进攻时，盗用了他们的神明，以及他们神话传说里的神奇生物，然后我们把这些元素都融入了自己的神话传说裡，因此我们的民间传说是世界上最为丰富多元的。所以我不觉得借鉴这些传说有什么不对的，当然，我会在其中加入自己的创作。”

### 《伊利亚特》
一名受访者曾表示，哈利带回塞德里克的尸体这段情节与赫克特、阿喀琉斯和帕特罗克洛斯在《伊利亚特》中的行动很相似。罗琳回应：“那就是我的灵感来源。当我19岁读到这个故事的时候，我非常非常非常感动。亵渎尸体是一个非常古老的观念……我在写哈利带回塞德里克的尸体这一段时想到了这一点。”

### 圣经
有书评人在J. K. 罗琳的最后一部《哈利·波特》小说——《哈利·波特与死亡圣器》中注意到，书中体现了《圣经》的主题，还映射了其中的部分内容。在2007年8月发行的《新闻周刊》中，莉莎·米勒（Lisa Miller）评论，哈利死而复生，回来拯救世人的情节，与耶稣有异曲同工之妙。她指出，该章的章节标题“国王十字车站”很容易让人联想到“耶稣的十字架”。 她还表示，哈利在经历短暂的死亡过程中，来到了一个类似天堂的场景中，他在这儿遇到了那个类似父亲角色的人，并与他交谈，“他不仅法力高强，而且心中还有深沉的爱。” 杰弗瑞·维斯在《达拉斯晨报》中补充道，“最后一个应该消灭的敌人是死亡”（哥林多前书 15:26）是直接引用的《圣经》里原话，这句话刻在哈利父母的墓碑上，映射耶稣的复活。邓布利多家族的墓碑上刻着“珍宝在何处,心也在何处”（马太福音 6:21），这是引用的《圣经》中《马太福音》的内容，告诫人们要认识到生命中真正的财富是什么。“这几本书是典型的英国作品”，罗琳在2007年10月的一次发布会上这么说道，“所以哈利在墓碑上看见圣经的原话并不奇怪，（但是）他在戈德里克山谷看到的那两句墓志铭比较特殊，它们（……）贯穿了整个系列，是全书的主题。”

### 埃斯库罗斯与威廉·佩恩
《死亡圣器》以两段碑文作为开头，一段选自贵格会领袖威廉·佩恩的《再谈孤独的果实》，另一段选自埃斯库罗斯的《奠酒人》。“我觉得这两段话写得很好，其中一段没有涉及宗教信仰，而另一段是从基督教的角度出发的，”罗琳说。“我在《密室》出版之后，就已经决定要在书中引用这两段话了。我心里一直知道，我如果在第七本书的开头用上这两段话，它们一定能与我的大结局完美衔接。它们与书的主题高度关联，而且某种程度上引导着我的创作方向，真的。”

### 《忏悔者的故事》
2007年7月，《哈利·波特》的出版商布鲁姆斯伯里出版公司（Bloomsbury）举办了一次网络访谈，访谈中，罗琳表示，在《哈利·波特与死亡圣器》中，谢诺菲留斯·洛夫古德讲述了一个传说，这个传说的灵感来自于杰弗里·乔叟《坎特伯雷故事集》中的《忏悔者的故事》。 故事中，聪明的三兄弟用魔法在一条危险莫测的河流上造了一座桥，使得死神想让他们在河里淹死的诡计落空了。死神很生气，于是他假意提出送给三兄弟三件礼物，来祝贺他们死里逃生，这三件礼物就是死亡圣器。三兄弟中的老大和老二都因为自己的圣器而死，老三则明智地使用手中的圣器，直到很多年后，已经很老时才离开人世。在《忏悔者的故事》中，有三个流氓得知，在树下可以找到打败死神的方法。他们在树下找啊找，但只找到了金子，然而出于贪婪，他们开始自相残杀，最后三人都死了。

### 《麦克白》
罗琳把莎士比亚的作品《麦克白》列为她创作的灵感来源之一。在与“破釜酒吧”和“麻瓜网”的一次访谈中，有书迷问罗琳：“如果（佛地魔）从来就不知道那个预言，故事会如何发展？”罗琳回答：“这个预言是在模仿《麦克白》。《麦克白》是我最喜欢的莎士比亚戏剧。把这个问题放到《麦克白》里面，如果麦克白没有遇见那三个女巫，他会杀死邓肯王吗？后面的故事还会发生吗？这一切是命中注定还是他的主观选择？我相信这是他自己的选择，他自己的选择影响了故事发展的方向。” 她在自己的网站上也提到了《麦克白》，讨论其中的预言：“那个预言（跟《麦克白》中三个女巫对麦克白作出的预言很相似）一旦作出，则会像催化剂一样推动情节的发展，但如果没有这样的预言，之后的情节也不会发生。”

### 《爱玛》
罗琳把简·奥斯汀视为她最喜欢的作家，并表示她在很大程度上影响着自己的创作。“我对简·奥斯汀的态度可以用《寒冷舒适的农庄》里的一句话来概括：‘普及教育的一个缺点就是，各种各样的人都能轻而易举地熟悉一个人最喜欢的书。这种感觉很奇妙，就像看着一个穿着浴衣的醉酒陌生人一样。’” 《哈利·波特》系列的特点之一，就是它的结局通常会有大逆转，罗琳说：“我常会在《哈利·波特》里设置出人意料的结局，但要与奥斯汀在《爱玛》中巧妙的情节设置相比，我还差得远呢。”

### 《寻宝人的故事》
罗琳曾数次在访谈中提到E·内斯比特，赞赏这位作家作品中的儿童角色都“十分真实”。 在2000的一次采访中，罗琳说：“我认为E·内斯比特是最让我有共鸣的作家”，并这样描述内斯比特的作品《寻宝人的故事》：“从未有过童真的人应该被禁止读儿童文学作品，《寻宝人的故事》就是作品之一。”

### 《柳林风声》
2007年，在新奥尔良的一场学生读书会上，罗琳说，启蒙她创作灵感的作品是肯尼思·格拉姆的奇幻儿童文学《柳林风声》。这是她在4岁出麻疹时听到的故事。

### 多萝西·L·塞耶斯
罗琳把基督教随笔作家、侦探小说家多萝西·L·塞耶斯 列为她的创作灵感来源之一。她说：“侦探小说有自己的规律——虽然《哈利·波特》不能算是侦探小说，但有时候也会稍带点侦探小说的感觉——那就是侦探小说里不应该出现爱情诡计。侦探小说女王多萝西·L·塞耶斯说过（虽然后来她自己打破了这条规律），侦探小说里不应该涉及爱情问题，除非它能起到掩盖动机的作用。她说得很对，爱情的确是掩盖动机的一个工具。我曾经为了掩人耳目，在珀西和唐克斯身上都用过这一招。但我无法苟同她的这种看法，由于我的小说主要是由角色在推动情节发展，所以你会发现，书中的主要角色后来都恋爱了，毕竟这是人生的必经之路。”

### 《纳尼亚传奇》
罗琳说过，她从小就是C·S·路易斯的书迷，并表示他的作品《纳尼亚传奇》给了自己极大的创作灵感：“当写到哈利得知自己要穿越国王十字车站的墙才能到达九又四分之三站台时，我心里想着的是纳尼亚里的魔法衣橱——穿越第九和第十站台之间的那堵墙后，就能看到通往霍格沃兹的列车了。”
但罗琳不希望人们把《哈利·波特》与《纳尼亚传奇》里的世界混为一谈，她努力地向大家强调二者的区别：“纳尼亚是一个完全不同的世界”，她说，“在哈利·波特的魔法世界里，你会发现自己进入了另一个世界，而且可能会有一种自己其实是属于这个世界的感觉。魔法世界有很多地方与我们生活的现实世界相矛盾，这其实很有趣。虽然我从小就很喜欢看《纳尼亚传奇》，但纳尼亚系列的幽默之处寥寥无几。我以前并没有注意到，C·S·路易斯很喜欢在书中讲大道理，现在当我再重读这部作品时，我发现以前认为耐人寻味的语句其实并不那么意味深长。” 《纽约时报》的特约作家查尔斯·麦克格拉斯曾分析过达力·德斯礼和尤斯塔斯·斯卡伯这两个角色的相似之处，前者是毫不关心哈利的监护人那惹人烦的儿子，后者是个被宠坏的熊孩子，总爱给主角团队添堵，后来被阿斯兰转变了。

### 《月亮坪的秘密》
在2002年与《苏格兰人》的一次访谈中，罗琳这么描述伊丽莎白·古吉的作品《月亮坪的秘密》：“它可能比其他作品……对《哈利·波特》的影响更直接。这位作家很注重细节描写，细致到角色某一顿饭吃了些什么。我记得我很喜欢这种风格。你大概也注意到了，我经常会描述主角在霍格沃兹吃了什么好吃的。” 罗琳还说：“古吉是唯一一个能让我感受到她对我的写作有影响（的作家）。她总喜欢详细描述孩子们正在吃的东西，而且我作为读者也特别想知道他们三明治的夹心是什么。”

### 《石中剑》
罗琳同样提到过特伦斯·韩伯瑞·怀特的作品。怀特曾担任教职，后专职写作，他是著名的奇幻儿童文学作品《永恒之王》的作者。这部作品分为四部，讲述了亚瑟王的生平，其中最有名的一部为《石中剑》（第一部），它曾被迪士尼改编为动画电影。故事中，童年时期的亚瑟还是个打杂的小孤儿，当时他的名字叫华特，有一天他遇见了老魔法师梅林（他养了一只名叫阿基米德的猫头鹰，行事风格跟邓布利多很相似，一个“偶尔脱线的老教授”），梅林带他进入城堡，并教育他。作家菲利斯·莫里斯提到：“邓布利多和梅林的共同之处远不止于他们都会在危急关头保护主角不受伤害……以及两人都留着长长的胡子（而且他们的眼睛都是蓝色的，特伦斯·韩伯瑞·怀特的书中有写），梅林是亚瑟王的人生导师和引路人，正如邓布利多是哈利的引路人和人生导师一样。”罗琳曾这样形容华特“他的精神与哈利一脉相承，他是哈利的精神原型。”

### 《曼克斯鼠》
罗琳是保羅·葛里克的书迷。葛里克非常擅长于处理把魔法和现实之间的关系，他让书中那些奇闻异事读起来真实可信。”

### 《沙仙活地魔》
罗琳曾表示英國作家伊迪絲·內斯比特的作品《沙仙活地魔》也是她創作的靈感來源之一：「依迪絲·內斯比特的作品，一直是我行文風格臨摹的對象，她筆下的童話故事永遠是浩瀚無垠且趣味橫生的神奇世界！」

### 杰西卡·米特福德
在与《苏格兰人》的访谈中，罗琳称民权活动家杰西卡·米特福德为“影响我最深的作家”，她说：“我最欣赏她的一点就是，她从不会因为年龄的增长而忘了自己年少时的初心，她一直以最真实的面孔面对政治——她是一名自学成才的社会主义者——终其一生都是如此。” 在《迪卡——杰西卡·米特福德的书信》的书评中，她补充道：“从我14岁一直到现在，杰西卡·米特福德都是我最崇敬的女性。正是在我14岁时，我不小心听到了我那令人生畏的姨婆谈论，19岁米特福德离家出走，作为反法西斯阵营的志愿者参加西班牙内战”，罗琳称，米特福德最感染她的一点就是她“骨子里的叛逆、勇敢、乐于冒险、风趣和不惧权威，她最喜欢的事就是跟华而不实、弄虚作假的东西作斗争。”

## 其他推崇的作品

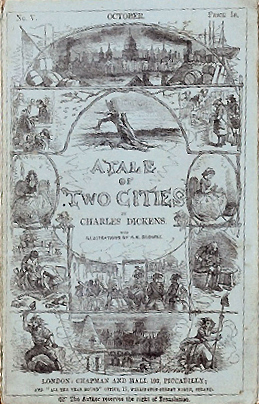
《双城记》——查尔斯·狄更斯作品

1999年，罗琳在美国时，一个书商给了她一本书——多迪·史密斯所作的《我的秘密城堡》，并告诉她一定会喜欢它的。后来，这本书成为了罗琳最钟爱的书。她曾说：“这本书之所以如此优秀，得归功于故事的叙述者——17岁的卡桑德拉·摩门。”
在1999年，罗琳在访谈中表示自己很喜欢克雷蒙·弗洛伊德的作品《格林布尔》：“《格林布尔》是我读过的最风趣的书之一，格林布尔这个小男孩角色也刻画得很妙。如果这本书被改编成电影，我一定会去看的。然而据我所知，这本书现在已经绝版了，所以如果有出版商看到我说的话，可以拜托把这本书重新出版，让更多的人读到它吗？”
在好几次访谈中，罗琳都表达过自己对法国小说家科莱特的敬仰。 
罗琳表示，在读查尔斯·狄更斯的作品《双城记》时，西德尼·卡登的死以及全书的最后一句话“我现在已做的远比我所做过的一切都美好；我将获得的休息远比我所知道的一切都甜蜜。”深深震撼了她。
在2000年接受BBC广播四台的采访时，罗琳对弗拉基米尔·弗拉基米罗维奇·纳博科夫的争议作品《洛丽塔》表现出喜爱之情，她说：“时间不够了，但我想探讨一下，这个故事本是要往恶俗的黄色电影情节发展，经过纳博科夫的手之后，却变成了一个凄美的爱情故事，我愿意用我所知道的所有褒奖的词汇来盛赞这部高质量的小说。”
在接受《奥普拉杂志》的采访时，罗琳表示自己最喜欢的在世作家是爱尔兰作家罗迪·道伊尔，她说：“他所有的作品我都喜欢。我在访谈中常常会同时提到他和简·奥斯汀，人们可能不理解我为什么这么做，因为他们在许多方面都明显不同，但在我看来，他们俩都善于使用非常理性的手法来探求人之本性，他们的作品通常能够不动声色地打动人心。”
罗琳在自己的个人主页上列举了数个自己喜欢的作家和作品，并附上了网页链接。这么做的目的是为了建立一个“书架”，目前，“书架”上的书包括《我的秘密城堡》、《月亮坪的秘密》、《曼克斯鼠》、简·奥斯汀的《傲慢与偏见》、《理智与情感》和《爱玛》，以及E·内斯比特所著的一本童话集、罗迪·道伊尔的《追梦者》和《情系快餐车》，还有多萝西·L·塞耶斯的两部作品和凯瑟琳·曼斯菲尔德所著的一本书。
2006年1月，应皇家文学学会邀请，罗琳列出了心目中的十佳儿童读物。其中包括艾米莉·勃朗特的《呼啸山庄》、罗尔德·达尔的《查理与巧克力工厂》、丹尼尔·笛福的《鲁滨逊漂流记》、查尔斯·狄更斯的《大卫·科波菲尔》、莎士比亚的《哈姆雷特》、哈波·李的《杀死一只知更鸟》、乔治·奥威尔的《动物庄园》、碧雅翠丝·波特的《两只坏老鼠的故事》、杰罗姆·大卫·塞林格的《麦田里的守望者》、以及约瑟夫·海勒的《第22条军规》。

## 相似作品
有一些文学作品因为与《哈利·波特》在情节上有相似之处，而经常在媒体上被拿出来与之比较。其中有几部是罗琳自己在访谈中提到过的，其他的则是出自各类网站、或记者、评论家以及其他作家之口。这些作品列在下方，大致以出版时间为序。

### 《天路历程》

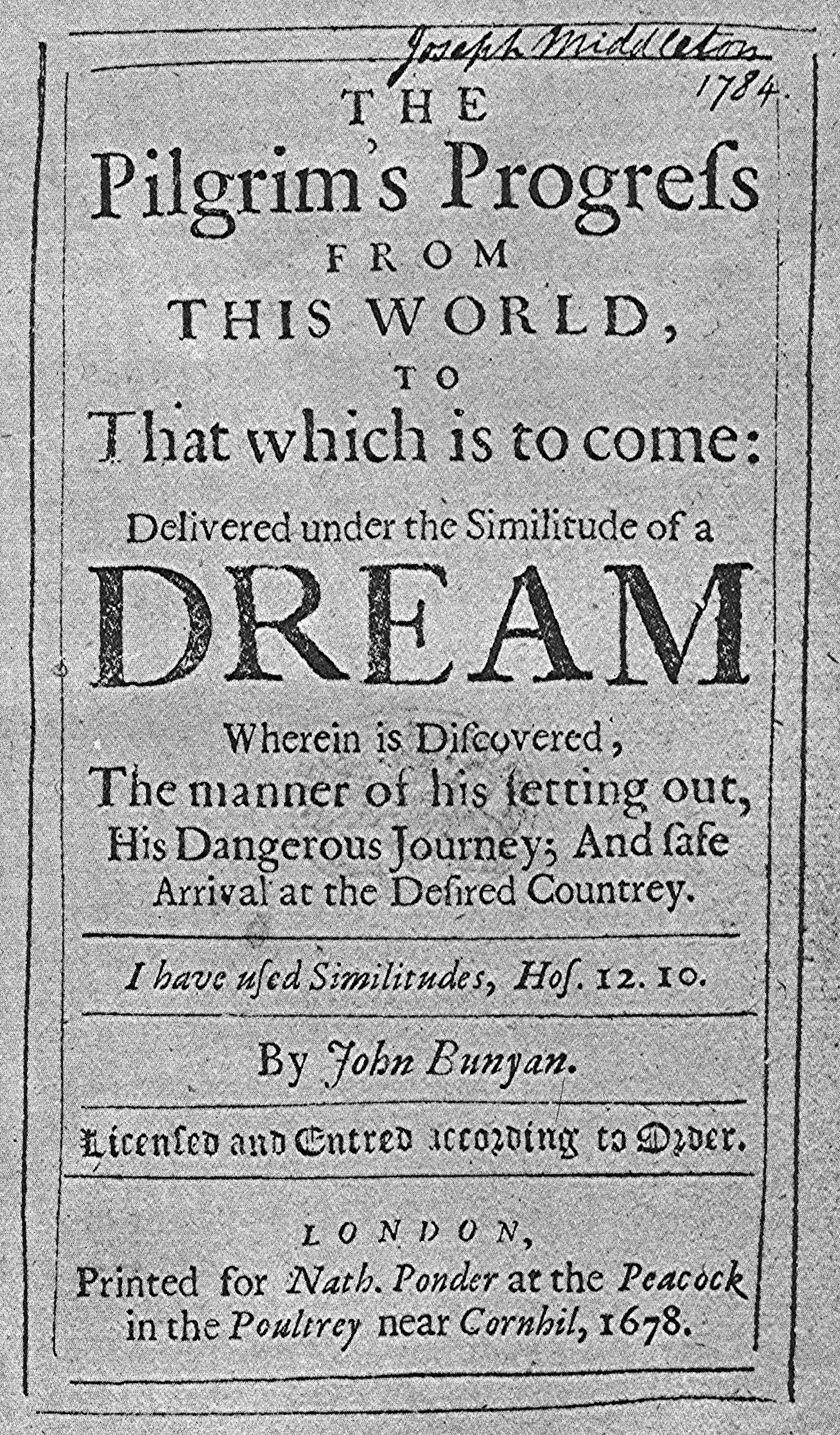
《天路历程》—— 约翰·班扬作品

约翰·格兰杰认为，《哈利·波特与密室》很像一部道德剧，正如约翰·班扬的《天路历程》一样。据他描述，故事的高潮，哈利下到密室去营救金妮·韦斯莱的场景是“自从刘易斯的《狮子、女巫与魔衣橱》一书以来，最能体现基督教救赎理念的作品……这个故事采用了传统的借代方法，比如用蛇怪代指撒旦，用凤凰代指救赎世人的耶稣等等，故事的发展顺利地把我们从谷底引向了前往永生的道路上。”

### 《呼啸山庄》
2006年，罗琳列出了自己心目中的十佳儿童读物，并把艾米莉·勃朗特的哥特式后浪漫主义小说《呼啸山庄》排在了第一位。乔伊斯·米尔曼（Joyce Millman）在她的书《描绘哈利·波特的世界》的“吾爱吾师”一节中提到，哈利亦正亦邪的魔药学教授西弗勒斯·斯内普是典型的拜伦式英雄，就像《呼啸山庄》里的希斯克利夫一样， 而且《哈利·波特与混血王子》的第二章也容易让人联想到《呼啸山庄》中，希斯克利夫被冷淡地介绍之后，命仆人约瑟夫把酒拿给他和洛克伍德的场景。斯内普对自己的仆人虫尾巴几乎说了一模一样的话，而且斯内普的人设也与艾米莉·勃朗特笔下的希斯克利夫有相似之处。

### 《汤姆求学记》
《哈利·波特》系列中，大部分场景都在寄宿学校之中，这也是英语儿童文学的一个传统设置。托马斯·休斯所著的《汤姆求学记》是校园文学的鼻祖，创作于维多利亚时代。《汤姆求学记》的故事结构在后来被许多作品所效仿，比如安东尼·巴克里奇在20世纪50年代创作的《詹宁斯》系列。
《汤姆求学记》与《哈利·波特》的主角都是11岁的男孩，对体育活动比学习更上心，而且都读寄宿学校。两个孩子都在初入校园时交到了挚友（汤姆的挚友是伊斯特，哈利的是罗恩·韦斯莱），在挚友的陪伴下，主角很快适应了新环境。他们都跟学校里盛气凌人的坏孩子交恶——汤姆·布朗面对的是弗莱希曼，哈利则是德拉科·马尔福。史蒂芬·弗莱既诵读过《哈利·波特》有声书，又出演过《汤姆求学记》的改编电影，他曾多次评论说，两部作品的情节有雷同之处。 “哈利·波特——这个男孩来到这所陌生的寄宿学校，在这里交到了善良、忠诚的朋友，同时也遭遇了喜欢欺侮同学和玩弄诡计的敌人”，弗莱说，“随着故事的推进，我们并不知道哈利会向好还是向坏的一面发展。他的勇气、努力、忠诚和善良支撑他走到了最后——而《汤姆求学记》讲述的也是这样的一个故事。”

### 《巫师凯泰克》
雅努什·科扎克于1935年创作的小说《巫师凯泰克》讲述了一个在校男生获得魔法能力的故事。有评论家说，凯泰克的成长历程比哈利·波特艰辛多了：他没有像霍格沃兹一样的魔法学校可以去，也无法接受专业魔法师的指导，他必须自学并掌控魔法——最重要的是，他需要了解自己法力的局限性。 在科扎克的世界里，并不是每次都会有完美的大结局，这位少年英雄必须对自己法力的局限性了如指掌，并且时时提醒自己滥用魔法的后果。波兰社会学家、作家坤江·杜宁认为，从教育意义角度看，《巫师凯泰克》是一部比《哈利·波特》更加优秀的作品，因为凯泰克在一本书里比哈利获得了更多的成长；而且，这个世界是现实的，并不是非黑即白。 但同时，杜宁也指出了这本书在对性别和种族问题上迂腐的态度。

### 《远方的魔法树》
伊妮·布来敦的《远方的魔法树》系列丛书，从1939年出版的《魔法森林》开始，便不难在其中找到《哈利·波特》中的元素：特效各异的魔法糖果，还有猫头鹰送信的设定等等。

### 《魔戒》
J·R·R·托尔金的书迷发现了他的著作《魔戒》与《哈利·波特》系列的许多相似之处； 着重表现在托尔金书里的葛力马·巧言和罗琳书里的虫尾巴、托尔金的尸罗和罗琳的阿拉戈克、托尔金的甘道夫和罗琳的邓布利多、托尔金的戒靈和罗琳的摄魂怪、托尔金的老柳头和罗琳的打人柳。两人的反派设定也很相似：托尔金笔下的索伦和罗琳笔下的伏地魔（两个反派的大名都没人敢挂在嘴边；两个反派都被称为“黑魔王”；而且在被打败，或让大家以为自己已死后，两个反派都找了地方躲起来疗伤）。 好几条《哈利·波特与死亡圣器》的书评都提到，伏地魔的魂器之一挂坠盒，跟托尔金笔下至尊魔戒的设定有雷同之处，因为它会给佩戴的人带来消极影响。 罗琳坚称，自己是在完成第一部《哈利·波特》小说之前，才读《哈比人歷險記》（但她十几岁时就读过《魔戒》了），她说，她与托尔金作品的相似之处都只是“表面的雷同。托尔金创造了一个新的神话分支，这是我永远不可能做到的。再说了，我觉得我的作品要更幽默一些。” 托尔金研究学者汤姆·希培则表示：“当代的奇幻史诗作家中，没有一个能脱离托尔金的影响，无论他们在摆脱这影响时花了多大力气。”

### 罗尔德·达尔作品
很多读者发现，罗琳和罗尔德·达尔的作品有许多相似之处，特别是在对德思礼一家的描写上，跟达尔笔下凶恶的监护人如出一辙，比如说《玛蒂达》中的沃姆沃兹、《詹姆斯与大仙桃》中的海绵团姨妈和大头钉姨妈、以及《小乔治的神奇魔药》中的奶奶。[1] 罗琳承认，两人的作品确有相似之处，但也相信在更深层面，自己的作品跟达尔的是不一样的；用她的话来说，更加“寓意深远”。

### 《X战警》
《X战警》由史丹·李和杰克·科比创作于1963年，是漫威漫画超级英雄队伍中的一份子。它与《哈利·波特》对待偏见问题的看法大同小异。漫画史学家迈克尔·马洛里（Michael Mallory）研究过《X战警》漫画的故事背景：X教授开设了一所学校，教导和训练那些人类恐惧的少年变种人使用和控制自己的超能力，同时组织他们与邪恶的变种人万磁王作战。他说：“如果把（漫画里）这群金属质感的变种人的生活背景改成传统的英国大学校园，让他们穿上长袍，戴上尖顶帽，住进城堡，乘坐火车，那么我脑子里浮现的第一个画面就是霍格沃茨魔法学校，《哈利·波特》里邓布利多和伏地魔的对立面，以及巫师和麻瓜之间的纠葛，都似曾相识。”他承认，虽然X战警的“受众主要是漫画书读者，而罗琳的书则受众更广。但流行文化并不是凭空产生的，正如《X战警》的创作者有意或无意地借鉴了前人的作品一样，《X战警》效应也在不断地影响后来的书和电影。”

### 《普利丹编年史》
洛伊·亞歷山大创作的《普利丹编年史》五部曲以1964年出版的《三者书》为开端，1968年出版的《至高王》为终结。故事背景主要取自威尔士民间故事，主角是一个名叫泰安的少年猪倌，他最大的梦想就是成为一个大英雄。《娱乐周刊》在将罗琳评为年度最佳艺人时，提出罗伊德·亚历山大的作品或许是她创作灵感的来源之一。 亚历山大于2007年逝世，讣告登在《纽约杂志》上，里面有句话这样写道：“我们希望《哈利·波特与死亡圣器》能跟《至高王》一样精彩。”

### 《黑暗蔓延》
苏珊·库珀的作品《黑暗蔓延》系列（1965年出版的《大海之上,巨石之下》为系列的第一部）也常被拿来与《哈利·波特》系列作比较。系列的第二部名为《黑暗在蔓延》，讲述了男孩威尔·斯坦顿在他11岁生日那天发现自己会魔法，原来他是先圣的最后一员，命里注定要找到圣符去打败黑暗的邪恶力量。故事的开头跟《哈利·波特》很像，威尔发现人们会对自己说一些奇怪的话，动物们都躲着他等等。 《黑暗在蔓延》被改编成了电影，剧本由约翰·霍奇撰写，他在原书的基础上做了大量改编，以免与《哈利·波特》太过雷同。

### 《地海巫师》
厄休拉·勒吉恩的作品《地海巫师》于1968年由帕那索斯（Parnassus）出版社出版发行，故事的主角拥有极强的魔法天赋，来到一所巫师学校念书，这跟《哈利·波特》的剧情十分类似。 主角格得同样在与反派黑影斗争的过程中留下了一块伤疤，而且此后每当黑影在附近时，伤疤就会隐隐作痛，这与哈利·波特的伤疤与佛地魔之间的奇妙联系有异曲同工之妙。勒吉恩曾声明不认为罗琳抄袭了自己的作品，但她觉得罗琳收获的称赞有点名不副实，因为她的作品原创性并没有那么强。勒吉恩还认为罗琳“应该以更谦虚的态度对待她的前辈作家。很多评论家认为她的第一本书是纯原创的，我深表怀疑。她的作品有很多优点，但原创性并不是其中之一。这一点让我很受伤。”

### 《魔法学校》
吉尔·墨菲的作品《魔法学校》（第一版于1974年由埃里森和巴斯比出版社（Allison & Busby）出版发行），讲述了一个发生在女子学校“嘎呱女巫魔法学院”的故事。很多评论家发现，这个学校的设定与霍格沃兹很相似。 故事中，就读于寄宿女巫魔法学院的主角大祸小祸不断，而且还有一个诡计多端的死对头。学校的校长和蔼可亲，魔药学教师则非常严厉，留着一头乌黑油亮的头发。 墨菲曾经表示，自己的作品频繁地被人拿来跟《哈利·波特》对比，这让她很心烦：“好气哦……每个人都来问我对霍格沃兹的看法，然后把二者的共同点列给我看。更糟的是，有的人看过我的书，或者看了改编的电视剧之后，会阴阳怪气地点评‘真是会挑时间’，或者‘最差的巫师故事简直不及J·K·罗琳的万分之一’，他们毫不在意我的书其实早在《哈利·波特》的25年前就出版了。这些含沙射影的攻击真的很伤人！”

### 《星球大战》
《哈利·波特》系列与乔治·卢卡斯创作的《星球大战》（现在版权为迪士尼所有）有诸多雷同之处，包括主要角色的刻画、正邪双方的对立和故事的发展方向等。 研究员狄波拉·卡特梅尔则表示，《哈利·波特》与《星球大战》之间的相似之处并不比它与其它任何作品的相似之处多。 系列的主角哈利·波特走的是《星球大战》主角卢克·天行者的路线，在被年长的人生导师收入麾下前，他们都过着平凡而乏味的生活。哈利·波特在十几岁时在阿不思·邓布利多的引导下接受了巫师训练，学着如何迎战他的死劫和宿敌伏地魔；而卢克·天行者十几岁时在欧比旺·克诺比的引导下接受了绝地武士训练，学着如何迎战他的死劫和宿敌达斯·维达（亦被称为“黑武士”）。 两人都在婴儿时期就被自己后来的导师送到了寄养家庭。
两部作品中的反面角色也有许多共同点。汤姆·里德尔曾经是主角的人生导师——霍格沃兹的校长邓布利多的学生，他在变成恶人，变成伏地魔之前也在魔法学校上学。同样，安纳金·天行者曾经也师从于主角的人生导师欧比旺·克诺比，接受绝地武士的训练，后来他堕入了原力的黑暗面，转变为达斯·维达。
两位主角的人生导师也有许多共同点。他们都受人尊敬，曾经是大反派的老师，后来反派变坏并背叛了他们。他们都在与自己以前的学生对峙时死去。阿不思·邓布利多被汤姆·里德尔背叛，最后被已经变成伏地魔的他杀死（通过德拉科·马尔福和斯内普的手）。欧比旺被安纳金·天行者背叛，最后被已经变成达斯·维达的他所杀。 他们最后的死都是自愿的，而且在死后仍在继续指导主角如何走下去。
两个系列都涉及一个书中反派及反派的拥趸追随的“黑暗组织”。
两个故事中都有一个“天选之子”，命中注定要打败邪恶势力。 在《哈利·波特》中，这个人是哈利，背负着打败黑魔王伏地魔的宿命。在《星球大战》中，人们本来以为这个人是卢克·天行者，但后来绝地的预言中表明，“天选之子”其实是安纳金·天行者，他将打败西斯，给原力带来平衡。在被儿子卢克·天行者救赎后，他完成了这个预言。

### 《魔法生活》
在戴安娜·温尼·琼斯的1977年的作品《魔法生活》中，两个孤儿在城堡里学习魔法的故事。故事的背景设定在20世纪初的英国，且在这个环境下会魔法是非常普遍的事情。在戴安娜·温尼·琼斯的个人网站上，她曾经这样回答读者提出的问题：“我认为罗琳女士确实从我的故事里获得了一点灵感——不过我从未见过她，所以无法求证。我这部书比《哈利·波特》要早许多年出版（第一版《魔法生活》于1977年出版），所以她很可能是小时候读过我的书，潜移默化地影响了她后来的创作。一本书一旦出版，就变成了公共资产，供人们去从中找寻灵感，我觉得我的书就是这样的。”

### 《碟形世界》
在J·K·罗琳声名鹊起前，英国最畅销的作家是奇幻小说家特里·普拉切特。他的《碟形世界》系列自从1983年《魔法的颜色》问世，就以讽刺和恶搞传统奇幻文学而著称。普拉切特总会被问到一些尴尬的问题，比如他笔下的魔法学院“幽冥大学”是不是取材自《哈利·波特》里的霍格沃茨魔法学院；还有他书中的黑头发，戴眼镜的小巫师彭德·斯蒂本斯的原型是否为哈利·波特。虽然与《魔法生活》一样，普拉切特作品的出版日期远早于《哈利·波特》，但他应对这些问题时则更加幽默，他表示自己并没有“借鉴”罗琳的作品，尽管“我得乘坐时光机才能做到这一点。” 虽然BBC和其他英国媒体都认定普拉切特和罗琳是竞争对手关系， 但普拉切特公开表示，他认为罗琳并没有达到出类拔萃的水平，但还是个不错的作家，他一点也不嫉妒她的成功。 他曾经给星期日泰晤士报投过一封信，信里探讨了一篇已发表的文章，文章中写道，奇幻文学“在过去描绘的是一个理想化、浪漫化的伪封建世界，在那里骑士和姑娘会跟着《绿袖子》翩翩起舞。” 其实他那封信的本意是指责评论这个文学体裁的新闻工作者，他们常因为缺乏调查研究，而在书评里闹出自相矛盾的笑话。

### 《安德的游戏》
科幻小说家奥森·斯科特·卡德就罗琳关于《哈利波特百科全书》的版权纠纷提起的诉讼作了尖锐的评论，他认为，罗琳一方声称自己的“成果遭到剽窃”，但如果较真的话，他完全可以把自己1985年的小说《安德的游戏》摆出来，跟她的作品做个对比，他表示两者有大量相似之处；用他自己的话说就是“一个在成长过程中饱受压迫的男孩突然发现，他被选入了一个由一众优秀学员组成的班级里，并且自己拥有特殊的天分，在学校的训练中，这个孩子表现出了过人的才能和出类拔萃的领导力。他开始自己带领其他同学进行训练，这令他招来了敌人的怨恨和妒嫉，他们试图去谋杀他；但他忠诚、优秀的朋友们使他免遭毒手，他也通过家人的爱重新获得了力量。后来，一个老者为他指明了前进的方向，这位老者曾凭一己之力成功阻击敌人。于是男孩继续与威胁世界的邪恶势力进行斗争，并始终在斗争中扮演关键角色。” 

### 《少年福尔摩斯》
曾执导前两部《哈利·波特》电影的克里斯·哥伦布表示，他曾把1985年的电影《少年福尔摩斯》设定为自己这两部电影的模板。“它从某种角度上说是这部电影的先驱，”他在2001年对BBC如是说，“电影讲述了两个男孩和一个女孩在英国寄宿学校里与邪恶魔法势力作斗争的故事。” 在第一部《哈利·波特》电影中，有好几处场景都是仿造《少年福尔摩斯》设定的。 2010年3月，爱尔兰新闻记者迪克兰·林奇（在为《星期日独立报》）供稿时写道：“哈利与少年福尔摩斯的相似之处不止一星半点。”

### 《侏儒》
这部1986年由查尔斯·班德制作的小成本奇幻惊悚片《侏儒》由约翰·卡尔·布彻勒（John Carl Buechler）执导，诺亚·哈撒韦（Noah Hathaway）、茱莉亚·路易斯-德瑞弗斯和桑尼·波诺（Sonny Bono）主演。影片中有一个角色名叫“哈利·波特二世”。在M·J·辛普森的一次访谈中，班德声称：“J·K·罗琳承认她可能看过这部小成本电影，并且灵感得到了启发。我听到过她这么说。” 然而，罗琳的发言人先是澄清了要翻拍这部电影的谣言，接着否认罗琳在创作《哈利·波特》之前看过这部电影。 罗琳曾经多次公开表示，“哈利·波特”的姓取自她的发小，伊恩·波特（Ian Potter），而“哈利”是她最喜欢的男性名字。 2008年4月13日，《星期日邮报》刊登了一篇新闻，说华纳兄弟已对布彻勒提起诉讼；然而罗琳的律师否认了这一消息，并要求报纸撤下这篇文章。
2008年4月14日，约翰·布彻勒翻拍电影《侏儒》的合作伙伴彼得·戴维（Peter Davy）谈到了《哈利·波特》话题：“约翰认为，是他创造了哈利·波特。J·K·罗琳说这个创意是灵光一闪想到的，但约翰不这么认为。她的书跟《侏儒》的原作实在太像了。当《哈利·波特》出版发行时，约翰特别震惊。”

### 《葛若思汉姆农庄》
《葛若思汉姆农庄》（第一版出版于1988年）是英国畅销作家安东尼·霍洛维茨所著的小说，它被指与《哈利·波特》有很多相似之处。这本小说讲述了被父母压迫的男孩戴维·爱略特（David Eliot）一天接到了一个来自一所偏远的寄宿学校的意外电话，这个学校就是葛若思汉姆农庄，它是一所魔法学校。两部作品里都有一个鬼魂老师，一个以法语词“狼”命名的狼人角色（Lupin/Leloup），以及乘火车前往学校的独特交通方式。 霍洛维茨说，自己知道两部作品的相似之处，他向罗琳表示感谢，感谢她为英国青少年小说的发展做出的贡献。

### 《魔法之书》
尼尔·盖曼创作的漫画《魔法之书》系列最初由DC漫画在1990年出版。它的书迷在其中发现了一些与哈利·波特故事的相似点。《魔法之书》里有个黑发英国男孩名叫蒂莫西·亨特，一天，有一个魔法师找到他，并送给他一只猫头鹰宠物作为礼物，后来，他成为了这个时代最强大的魔法师。这些雷同之处甚至让每日镜报这种小报登出了“盖曼状告罗琳抄袭”这样的新闻，很快得到了盖曼的公开否认，他说，这些要么是纯属巧合，要么就是我们的灵感来源于同一部奇幻作品。“我觉得我跟她的作品都借鉴自T·H·怀特，”他在采访中说，“非常明显。” 《魔法之书》衍生文《猎人：魔法时代》的作者迪伦·霍罗克斯表示，可以把他们两个的作品视为同一体裁中的相似之作，而且这两部作品中的元素与早先描写校园小巫师的作品也有交集，比如《公元2000》中的角色卢克·科比。

### 《施咒》系列
文字冒险游戏《施咒》系列是史蒂夫·梅瑞茨基（Steve Meretzky）的作品。这个系列的第一部是《施咒101：女孩都爱魔法师》，发行于1990年。这个系列三部曲讲述了戴眼镜的厄尼·鹰喙在声名远扬的魔法学校上学的故事。游戏中，他学习、探索神秘法术、参加学生活动、偶尔还会干干拯救世界的活儿。每一部游戏跟哈利波特的每一本书一样，都讲述的是一个新学年的故事。

### 《巫师的大厅》
1991年，作家简·约伦（Jane Yolen）是小说《巫师的大厅》的作者，哈利·波特系列与这部作品有很多相似之处。书中的主人公亨利（Henry）（他还有另一个名字叫带刺锦葵 Thornmallow）是一个在魔法学校上学的男孩。 在学校，“他必须遵循古老的预言，打倒一个强大而邪恶的巫师。” 可是，约伦表示：“我很确定她并没有读过我的书，”并提出了在种族 (奇幻)这种题材中，确实容易出现雷同的情况。 在接受《新闻周刊》的访问时，约伦说：“我老跟人家说，要是罗琳女士给我开一张高额支票，我会立马兑换成现金。” 约伦只读了前三本《哈利·波特》，她表示自己不太喜欢《哈利波特》的风格，称其为“快餐式科幻小说”。

### 《13號月台的秘密》
伊娃·伊伯森（Eva Ibbotson）在她的作品《13號月台的秘密》（出版于1994年） 中，在伦敦的国王十字车站构建了一个入口，可以通过它进入魔法世界。 故事的主人公属于魔法世界，但他在我们的非魔法世界中长大，抚养他的富裕夫妻总是不让他得到应有的重视，把他当成奴仆对待。他们还特别溺爱娇惯自己那又胖又讨人厌的亲生儿子。记者阿曼达·克雷格（Amanda Craig）曾经对这两部相似的作品做过相关报道：“伊伯森完全可以跟另一位美国作家（南希·斯托弗 Nancy Souffer）一样，状告J. K. 罗琳抄袭，但她没有这么做，伊伯森说，自己‘愿意跟罗琳握手言和。我认为身为作家，我们都会或多或少地借鉴其他作家的作品。’”

## 请参阅
- 哈利·波特与豹走龙

## 索引
1. ↑  Miller, Lisa.
2. ↑  Jeffrey Weiss. . Dallas Morning News. 2007  [18 August 2007]. （原始内容存档于2007-08-26）.
3. 1 2 3  J. K. Rowling. . Sunday Herald. 2000  [10 July 2007]. （原始内容存档于2019-06-07）.
4. ↑  J. K. Rowling. .   [10 October 2006]. （原始内容存档于2006-08-20）.
5. ↑  Susan Larson. . Times-Picayune. 2007  [17 May 2008]. （原始内容存档于2020-08-14）.
6. 1 2  Renton, Jennie. . Sydney Morning Herald.   [10 October 2006]. （原始内容存档于2013-10-04）.
7. ↑  Charles McGrath. . The New York Times. 13 November 2005  [29 May 2008]. （原始内容存档于2014-12-16）.
8. ↑  Fraser, Lindsay. . The Scotsman. November 2002  [2016-12-06]. （原始内容存档于2012-02-05）.
9. ↑  . oprah.com. 2001  [18 August 2007]. （原始内容存档于2008-02-25）.
10. ↑  . Channel4.com. 2001  [1 June 2007]. （原始内容存档于2008-12-03）.
11. ↑  Phyllis D. Morris.  (PDF).   [25 September 2009]. （原始内容 (PDF)存档于2011年10月9日）.
12. ↑  . Guardian Unlimited (London).   [8 October 2007]. （原始内容存档于2008-10-10）.
13. ↑  塗翔文. . 蘋果日報. 2004-12-30  [2017-11-05] （中文（臺灣））.[]
14. ↑  葛瑞成. . 2005-01-04  [2017-11-05]. （原始内容存档于2017-10-24） （中文（臺灣））.
15. ↑  Lindsey Fraser. . 2004  [10 May 2007]. （原始内容存档于2007-10-25）.
16. ↑  . Amazon.com. 199  [17 May 2008]. （原始内容存档于2011-09-03）.
17. ↑  Sarah-Kate Templeton. . The Sunday Herald. 2000  [17 May 2008]. （原始内容存档于2020-07-07）.
18. ↑  .   [10 June 2007]. （原始内容存档于2007年6月10日）.
19. ↑  Higgins, Charlotte. . The Guardian (London). 31 January 2006  [17 August 2007]. （原始内容存档于2013-04-19）.
20. ↑  Mercedes Lackey (编). . BenBella Books, Inc. 2006: 39–52  [30 July 2008]. ISBN 978-1-932100-59-4.
21. ↑  Dr Jules Smith. . contemporarywriters.com. 2003  [20 September 2007]. （原始内容存档于2007年10月1日）.
22. ↑  . Teatrdlawas.pl.   [7 March 2012]. （原始内容存档于2013年4月16日）.
23. ↑  Kinga Dunin. . Czytelnia.onet.pl. 31 December 2006  [7 March 2012].[永久]
24. ↑  Wetherill, Louise. . Ampthill. 2015: 85–92. ISBN 978-1-5175506-8-4.
25. ↑  Monroe, Caroline. . GreenBooks. TheOneRing.net.   [21 May 2006]. （原始内容存档于2019-09-14）.
26. ↑  Elizabeth Hand. . Powell's Books. 2007  [4 September 2007]. （原始内容存档于2007年9月29日）.
27. ↑  Michael Mallory. . Hugh Lauter Levin Associates, Inc. 2006: 133. ISBN 0-88363-120-2.
28. ↑  Mark Harris. . Entertainment Weekly. 2007  [30 July 2008]. （原始内容存档于2012-09-28）.
29. ↑  . New York Magazine. 2007  [26 November 2007]. （原始内容存档于2011-05-21）.
30. ↑  Anne Pelrine. .   [17 May 2007]. （原始内容存档于2007年6月4日）.
31. ↑  Margot Adler. . NPR. 2007  [11 October 2007]. （原始内容存档于2020-11-25）.
32. ↑  Ben Patrick Johnson. . CultureKiosque. 2001  [16 May 2007]. （原始内容存档于2007-09-27）.
33. ↑  Maya Jaggi. . Guardian Unlimited (London). 17 December 2005  [10 October 2006]. （原始内容存档于2006-12-21）.
34. ↑  Polly Shulman. . slate.com. 1999  [10 May 2007]. （原始内容存档于2008年12月8日）.
35. ↑  David Aaronovitch. . The Observer (London). 22 June 2003  [10 May 2007]. （原始内容存档于2007-12-22）.
36. ↑  Pete Stanton. . AOL Moviefone. 18 February 2010  [2017-03-26]. （原始内容存档于2015-07-03）.
37. ↑  . Minneapolis Star Tribune. 11 January 2002  [6 December 2009]. （原始内容存档于2019-01-14）.
38. ↑  Joanna Carey. . Books For Keeps. 2002  [13 October 2007]. （原始内容存档于2007年11月16日）.
39. ↑  . Bit Rebels.
40. ↑  . Carbonated.TV.   [2016-12-06]. （原始内容存档于2017-11-11）.
41. ↑  Sex, Politics, and Religion in Star Wars: An Anthology by Douglas Brode, Leah Deyneka
42. ↑  Cartmell D, Whelehan I. . Aragay M  (编). . Rodopi. 2005: 44  [2016-12-06]. （原始内容存档于2019-07-27）.
43. ↑  Eric. . MuggleNet.   [2016-12-06]. （原始内容存档于2019-11-18）.
44. ↑  Ambiguity in »Star Wars« and »Harry Potter«: A (Post) Structuralist Reading by Christina Flotmann
45. ↑  Screen Adaptation: Impure Cinema by Deborah Cartmell, Imelda Whelehan
46. ↑  . Scott Chitwood. theforce.net.   [2016-12-06]. （原始内容存档于2020-04-21）.
47. ↑  The Mystery of Harry Potter: A Catholic Family Guide by Nancy Carpentier Brown
48. ↑  The Complete Idiot's Guide to the World of Harry Potter by Tere Stouffer
49. ↑  Wizards, Wardrobes and Wookiees: Navigating Good and Evil in Harry Potter, Narnia and Star Wars by Connie Neal
50. ↑  .   [2016-12-06]. （原始内容存档于2016-03-04）.
51. ↑  The Chosen One (2005 Documentary)
52. ↑  Wynn Jones, Diana. . Diana Wynne Jones: Official Site.   [10 October 2006]. （原始内容存档于2005年11月4日）.
53. ↑  . The Annotated Pratchett File.   [30 June 2007]. （原始内容存档于2020-11-12）.
54. ↑  Karen McVeigh and Lesley Walker. . The Scotsman (Edinburgh). 13 July 2002  [16 May 2007]. （原始内容存档于2007-05-17）.
55. ↑  . The Age (Melbourne). 6 November 2004  [10 October 2006]. （原始内容存档于2016-03-16）.
56. ↑  Grossman, Lev. . Time. 17 July 2005  [30 June 2007]. （原始内容存档于2013-05-21）.
57. ↑  . Wizard News.   [30 June 2007]. （原始内容存档于2009-02-02）.
58. ↑  Orson Scott Card. . Uncle Orson Reviews Everything. 2008  [9 September 2008]. （原始内容存档于2020-11-09）.
59. ↑  . BBC news. 13 November 2001  [1 June 2007].
60. ↑  Brian Linder. . Filmforce.   [11 October 2006]. （原始内容存档于2019-12-28）.
61. ↑  Declan Lynch. . The Sunday Independent. 3 January 2010  [18 January 2011]. （原始内容存档于2012-10-26）.
62. ↑  M. J. Simpson. .   [6 May 2007]. （原始内容存档于2008年5月21日）.
63. ↑  Vanessa Thorpe. . The Observer. 2007  [25 September 2009]. （原始内容存档于2011年7月20日）.
64. ↑  Danielle Demetriou. .   [6 May 2007]. （原始内容存档于2020-01-14）.
65. ↑  .   [2016-12-06]. （原始内容存档于2019-07-28）.
66. ↑  . The Hindu (Chennai, India). 13 April 2008  [25 September 2009]. （原始内容存档于2008-04-14）.
67. ↑  Lana A. Whited. . University of Missouri. 2002  [27 December 2010].
68. ↑  Espinosa, Michael. . October 2006  [27 December 2010]. （原始内容存档于2020-10-31）.
69. ↑  Linda Richards. . January Magazine.   [22 December 2006]. （原始内容存档于2020-09-29）.
70. ↑  Singh, Arune. . Comic Book Resources. 6 August 2002  [23 October 2009]. （原始内容存档于2016-06-25）.
71. ↑  Huw Collingbourne. . 2005  [6 August 2007]. （原始内容存档于2016-03-03）.
72. ↑  Stephen Richmond. . 2005  [27 October 2006]. （原始内容存档于2016-03-03）.
73. ↑  . Wired. January 23, 2013  [10 April 2014]. （原始内容存档于2020-08-21）.
74. 1 2  Springen, Karen. . Newsweek. August 12, 2005  [10 April 2014]. （原始内容存档于2007-02-11）.
75. ↑  Schweitzer, Darrell. . Wildside Press LLC. August 2004: 163–164  [2016-12-06]. ISBN 978-0-8095-1072-6. （原始内容存档于2014-07-04）.
76. ↑  Amanda Craig. .   [11 October 2006]. （原始内容存档于2007年8月9日）.